# Шевли (река)
Шевли — река в Тугуро-Чумиканском районе Хабаровского края, правый приток Уды.
Длина — 229 км, площадь водосборного бассейна — 8090 км². Исток — на южных склонах хребта Джагды.

## Данные водного реестра
По данным государственного водного реестра России относится к Амурскому бассейновому округу, речной бассейн реки Уда, водохозяйственный участок реки — Уда.
Код объекта в государственном водном реестре — 20020000112119000160495.

## Примечания

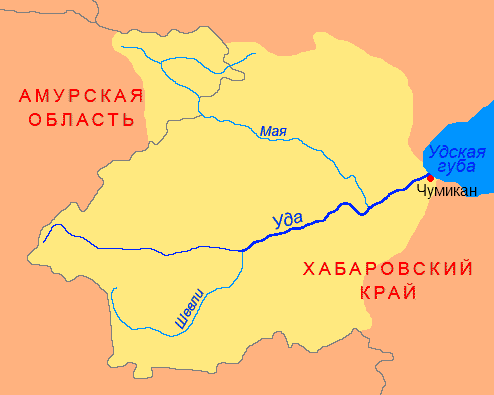
Бассейн Уды

### Притоки
(указано расстояние от устья)
- 47 км: река Урма (пр)
- 89 км: река Лан (лв)
- 130 км: река Угохан (пр)
- 148 км: река Каменный (лв)